# ادوارد استیونسن
ادوارد استیونسن (انگلیسی: Edward Stevenson؛ ۱۳ مهٔ ۱۹۰۶ – ۲ دسامبر ۱۹۶۸) طراح لباس اهل ایالات متحده آمریکا بود.
وی در سی و سومین دوره جوایز اسکار، بابت فیلم «حقایق زندگی»، برندهٔ جایزه اسکار بهترین طراحی لباس شد.
او پیشتر، ۲ مرتبه نامزد دریافت همین جایزه (در بیست و چهارمین دوره جوایز اسکار، در دو شاخهٔ جداگانهٔ فیلم‌های رنگی و سیاه‌وسفید) شده بود.

## گزیدهٔ آثار
- حقایق زندگی (۱۹۶۰)
- چه زندگی شگفت‌انگیزی (۱۹۴۶)
- همشهری کین (۱۹۴۱)